# Малые Акияры
Малые Акияры — деревня в Тюменском районе Тюменской области России. Входит в состав Червишевского муниципального образования.
Входит в Тюменскую агломерацию. Сибирско-татарское название деревни - Кецкена Акьяр. 

## География
Малые Акияры находятся на юго-западе области, в пределах юго-западной части Западно-Сибирской низменности, на левом берегу реки Пышмы, на расстоянии примерно 20 километров (по прямой) к юго-западу от города Тюмени, административного центра области и района.
Уличная сеть деревни включает 3 улицы Лесная, Курортная и Туйчина; 2 переулка: Лесной и Туйчина.

### Климат
Климат резко континентальный, с холодной продолжительной зимой и тёплым относительно коротким летом. Среднегодовая температура — 0,7 °C. Средняя температура воздуха самого холодного месяца (января) — −17,2 °C (абсолютный минимум — −46 °C); самого тёплого месяца (июля) — 17,8 °C (абсолютный максимум — 39 °С). Безморозный период длится 121 день. Среднегодовое количество атмосферных осадков составляет 470 мм, из которых 365 мм выпадает в тёплый период. Продолжительность залегания снежного покрова составляет в среднем 151 день.

### Часовой пояс
Деревня Малые Акияры, как и вся Тюменская область, находится в часовой зоне МСК+2. Смещение применяемого времени относительно UTC составляет +5:00.

## Население
| 2010 |
| ---- |
| 52   |

## Инфраструктура
Основа экономики — сельское хозяйство.
Личное подсобное хозяйство, СНТ «Пышма».
Почтовое отделение, расположенное в селе Червишеве, обслуживает в деревне свыше 30 домов.

## Транспорт
Деревня доступна автотранспортом. Сюда подходит автодорога «Тараскуль — Малые Акияры» (идентификационный номер 71 ОП МЗ 71Н-1708)